# Almássy Júlia
Almássy Júlia, Almássy Julianna Krisztina (Máramarossziget, 1865. február 15. – Máramarossziget, 1923. június 24.) színésznő.

## Életpályája
Almássy József és Seress Zsuzsanna leánya. 1882-ben kezdte a pályát Csóka Sándor társulatánál, ahol 1902-ig dolgozott. 1882–1886 között Kassán játszott. 1886-ban Kolozsváron, 1887-ben pedig Székesfehérváron volt látható. 1888–1893 között Szabadkán szerepelt. 1893–1896 között, valamint 1899–1901 között Miskolc város színésze volt. 1896-ban Győrben tűnt fel. 1897–1899 között Kecskeméten működött. 1902-ben Pesti Ihász Lajos társulatában volt. 1903–1905 között Janovics Jenőhöz szerződött. 1905–1911 között Makó Lajos vette magához. 1911–1914 között Szegeden és Győrben színészkedett. A pályán 30 évet töltött, 1914. szeptember 1-én nyugalomba vonult.
Drámai és vígjátéki, később anyaszerepekben is kitűnő volt.

## Magánélete
1896. december 15-én házasságot kötött Csóka Sándor (1841–1905) színházigazgatóval. Később Baróti Antal színész neje volt, akivel 1907. december 21-én Szegeden kötött házasságot.

## Színházi szerepei
- Herczeg Ferenc: Gyurkovics leányok – Gyurkovicsné
- Katona József: Bánk bán – Gertrudis
- Shaw: Az ördög cimborája – Dudgeonné
- William Shakespeare: Rómeó és Júlia – Capuletné
- Jókai Mór: Az aranyember – Tereza
- Bródy Sándor: A dada – Nagyanya